# Leccinellum pseudoscabrum
Bolet rude des charmes, Bolet des charmes
Espèce
Statut de conservation UICN

 LC  : Préoccupation mineure
Leccinellum pseudoscabrum, le Bolet rude des charmes ou Bolet des charmes, autrefois Leccinum carpini, est une espèce commune de champignons basidiomycètes du genre Leccinellum dans la famille des Boletaceae. Souvent confondu avec le Bolet rude, il est caractérisé par son chapeau cabossé, sa chair grisonnante et son habitat surtout sous charmes.
Il est la seule espèce en Europe du genre Leccinellum à ne pas avoir de teintes jaunes ou jaunâtres sur ses pores.

## Taxonomie
Le nom correct complet (avec auteur) de ce taxon est Leccinellum pseudoscabrum (Kallenb.) Mikšík 2017,
Cette espèce a été initialement classée dans le genre Boletus sous le basionyme scientifique Boletus pseudoscaber Kallenb. 1929

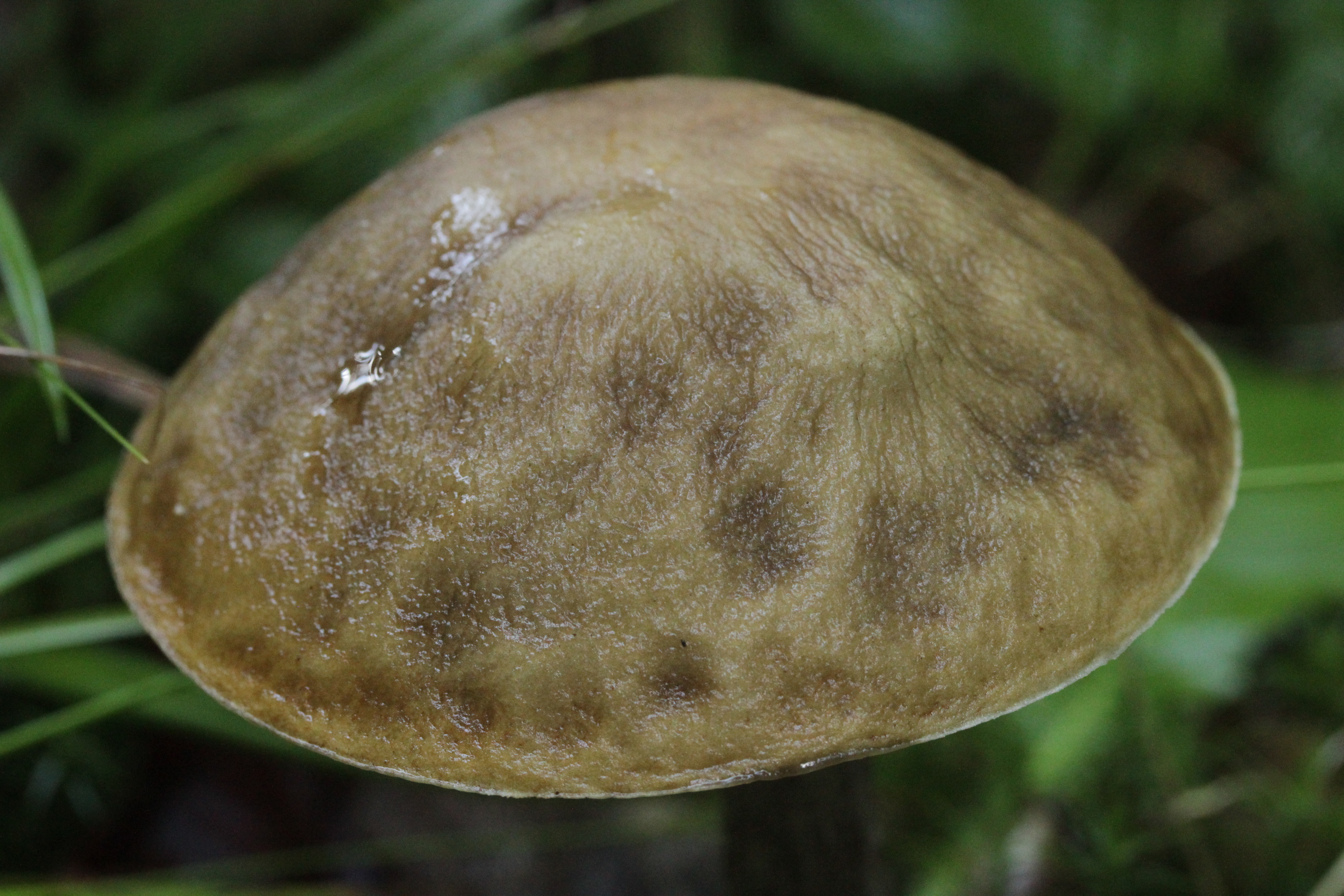
Chapeau à l'aspect typiquement cabossé-martelé de L. pseudoscabrum, un de ses critères d'identification principal.

### Synonymes
Leccinellum pseudoscabrum a pour synonymes :
- Krombholzia pseudoscabra (Kallenb.) Vassilkov
- Krombholziella pseudoscabra (Kallenb.) Šutara
- Leccinum pseudoscabrum (Kallenb.) Šutara
- Boletus scaber var. carpini R. Schulz
- Boletus carpini (R. Schulz) A. Pearson
- Trachypus carpini (R. Schulz) J. Favre
- Krombholzia carpini (R. Schulz) Kallio
- Leccinum carpini (R. Schulz) M.M. Moser ex D.A. Reid
- Krombholziella carpini (R. Schulz) Alessio
- Leccinellum carpini (R. Schulz) Bresinsky & Manfr. Binder
- Boletus brunneobadius J. Blum
- Krombholziella brunneobadia (J. Blum) Bon
- Leccinum brunneobadium (J. Blum) Lannoy & Estadès
- Leccinellum brunneobadium (J. Blum) Blanco-Dios
- Leccinellum pseudoscabrum var. brunneobadium (J. Blum) C. Hahn
- Boletus brunneobadius var. pseudocarpini J. Blum
- Boletus pseudocarpini (J. Blum) Bon
- Krombholziella pseudocarpini (J. Blum) Bon
- Leccinellum brunneobadium f. pseudocarpini (J. Blum) Blanco-Dios
- Leccinellum pseudoscabrum f. pseudocarpini (J. Blum) C. Hahn
- Leccinum carpini f. isabellinum Lannoy & Estadès
- Leccinum pseudoscabrum f. isabellinum (Lannoy & Estadès) Klofac
- Leccinellum pseudoscabrum f. isabellinum (Lannoy & Estadès) Mikšík
- Leccinum carpini f. imleri J. Blum ex Lannoy & Estadès
- Leccinellum pseudoscabrum var. album J.Aug. Schmitt[2]

### Noms vulgaires et vernaculaires
Ce taxon porte en français les noms vernaculaires ou normalisés suivants : Bolet rude des charmes, Bolet des charmes.

## Description du sporophore

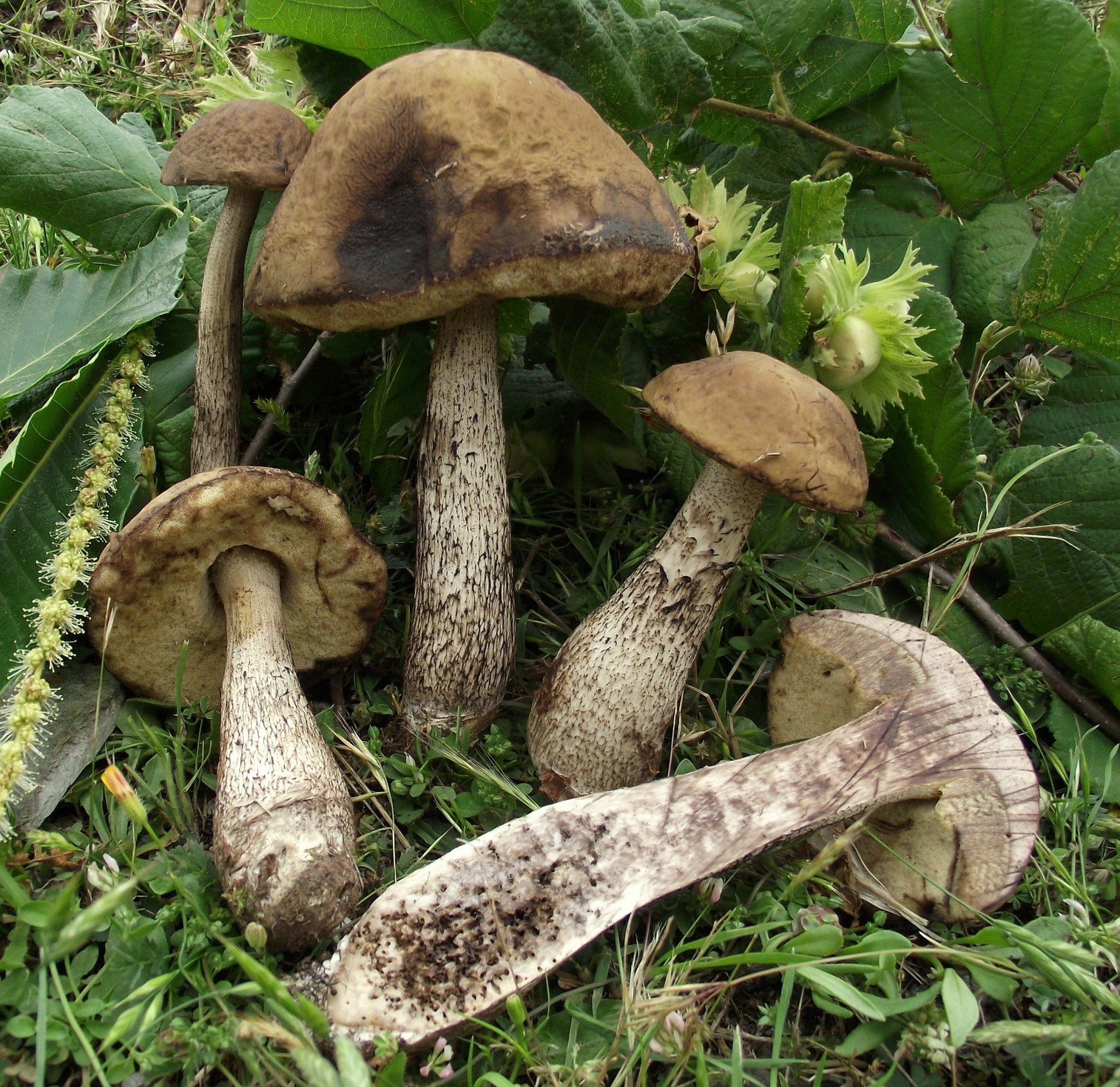
Collection de sporophores de L. pseudoscabrum en italie avec une coupe verticale mettant en évidence le grisonnement rapide de la chair.

Les bolets sont des champignons dont l'hyménophore, constitué de tubes et terminés par des pores, se sépare facilement de la chair du chapeau. Ce chapeau d'abord rond, recouvert d'une cuticule, devient convexe à mesure qu’il vieillit. Ils ont un pied (stipe) central assez épais et une chair compacte. Les caractéristiques morphologiques de L. pseudoscabrum sont les suivantes :
Son chapeau, mesurant 3 à 15 cm, est typiquement cabossé, parfois craquelé, ochracé brunâtre à brun noirâtre, un peu gras au toucher.
L'hyménophore présente des pores blanc sale à brun grisâtre, concolores aux tubes.
Son stipe mesure 5 à 14 cm x 2 à 3,5 cm, il est sale, blanc grisâtre et couvert de fines mèches noirâtres, grisonnant puis noircissant dans les blessures.
La chair est blanchâtre, puis lentement violet noirâtre et enfin noirâtre à la coupe. Sa saveur est douce et son odeur est faible,,

### Caractéristiques microscopiques
Ses spores mesurent 14 à 20 µm x 5 à 7 µm,. Elles sont allongées fusoïdes.

## Galerie

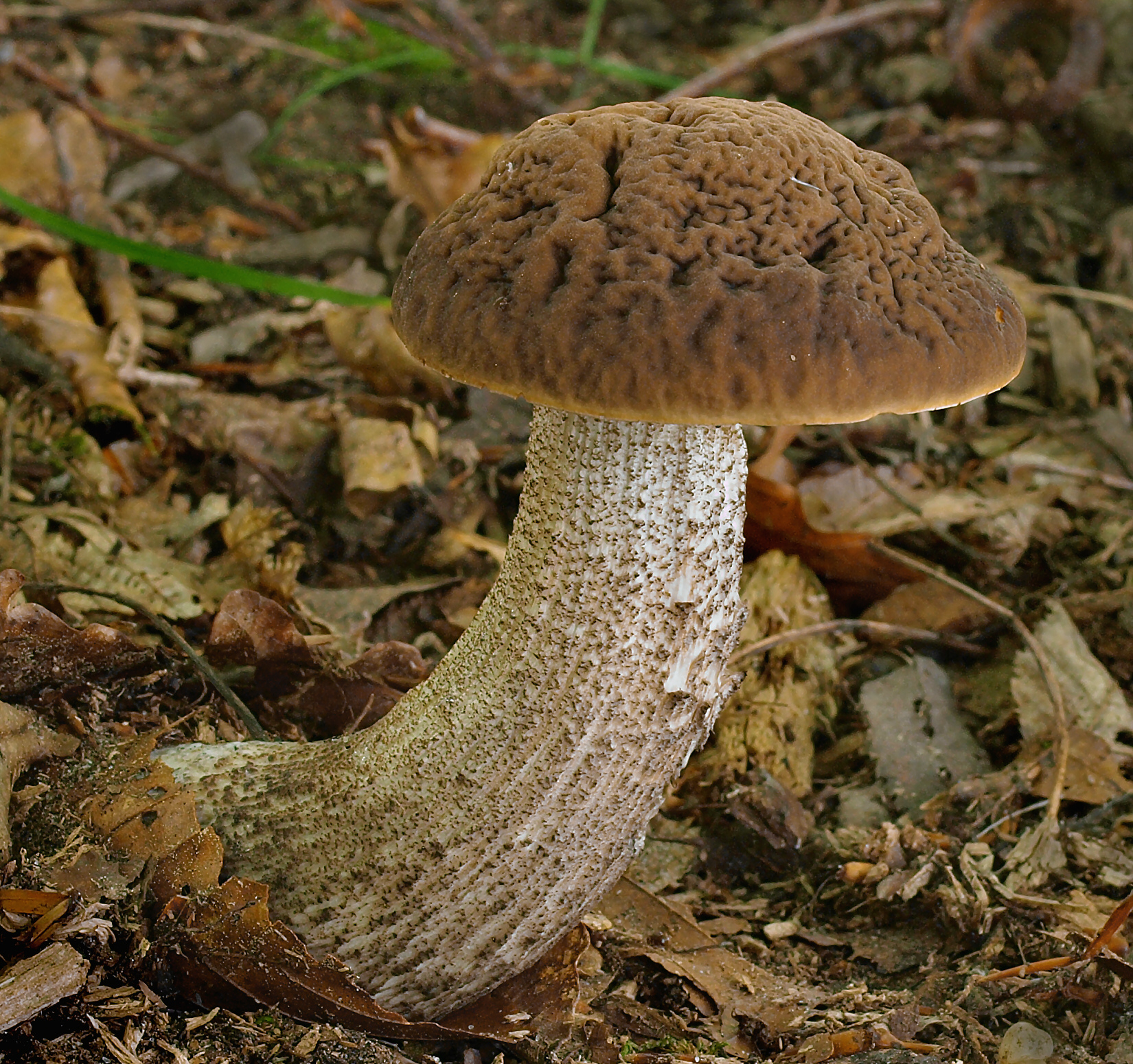
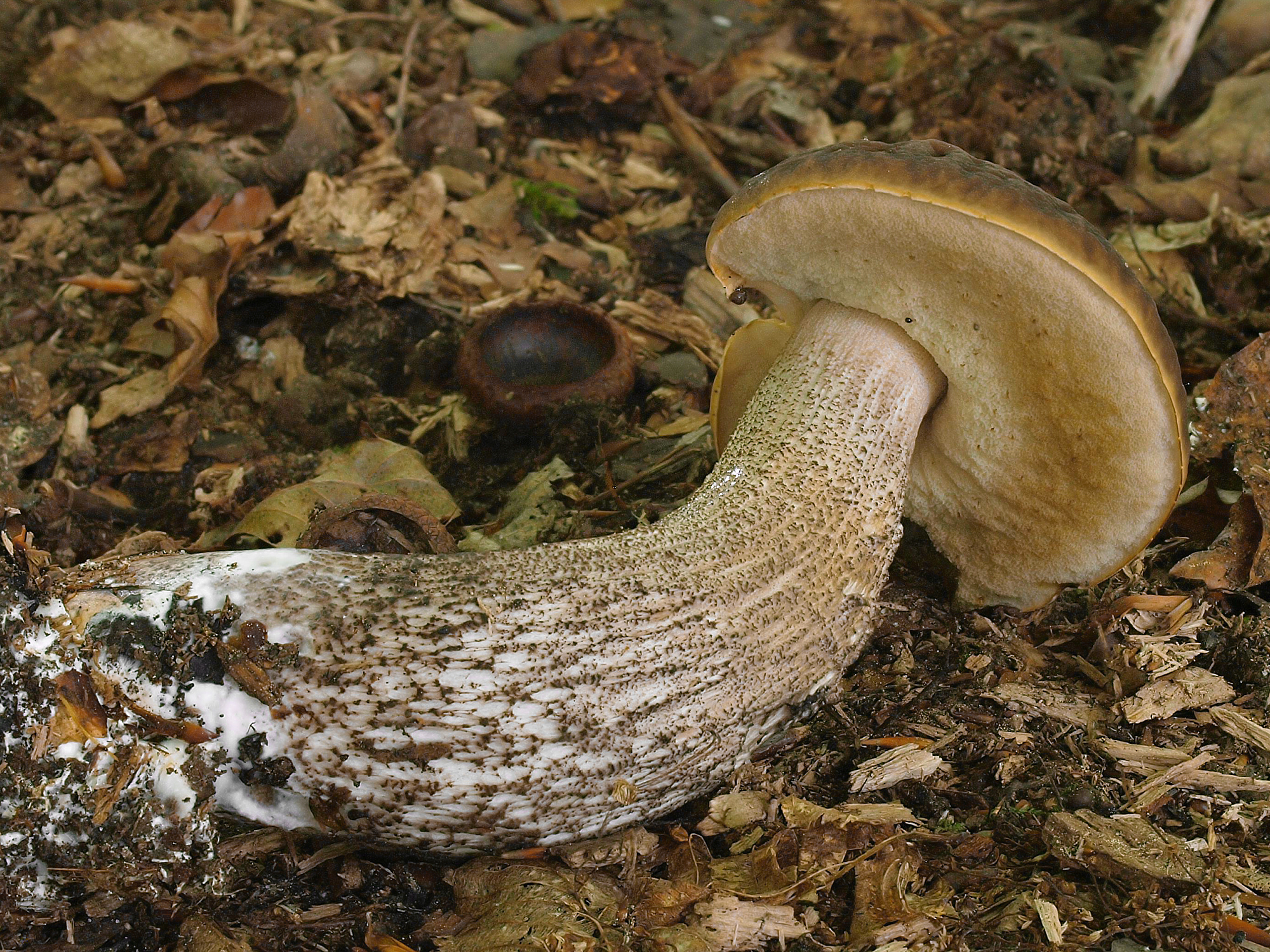
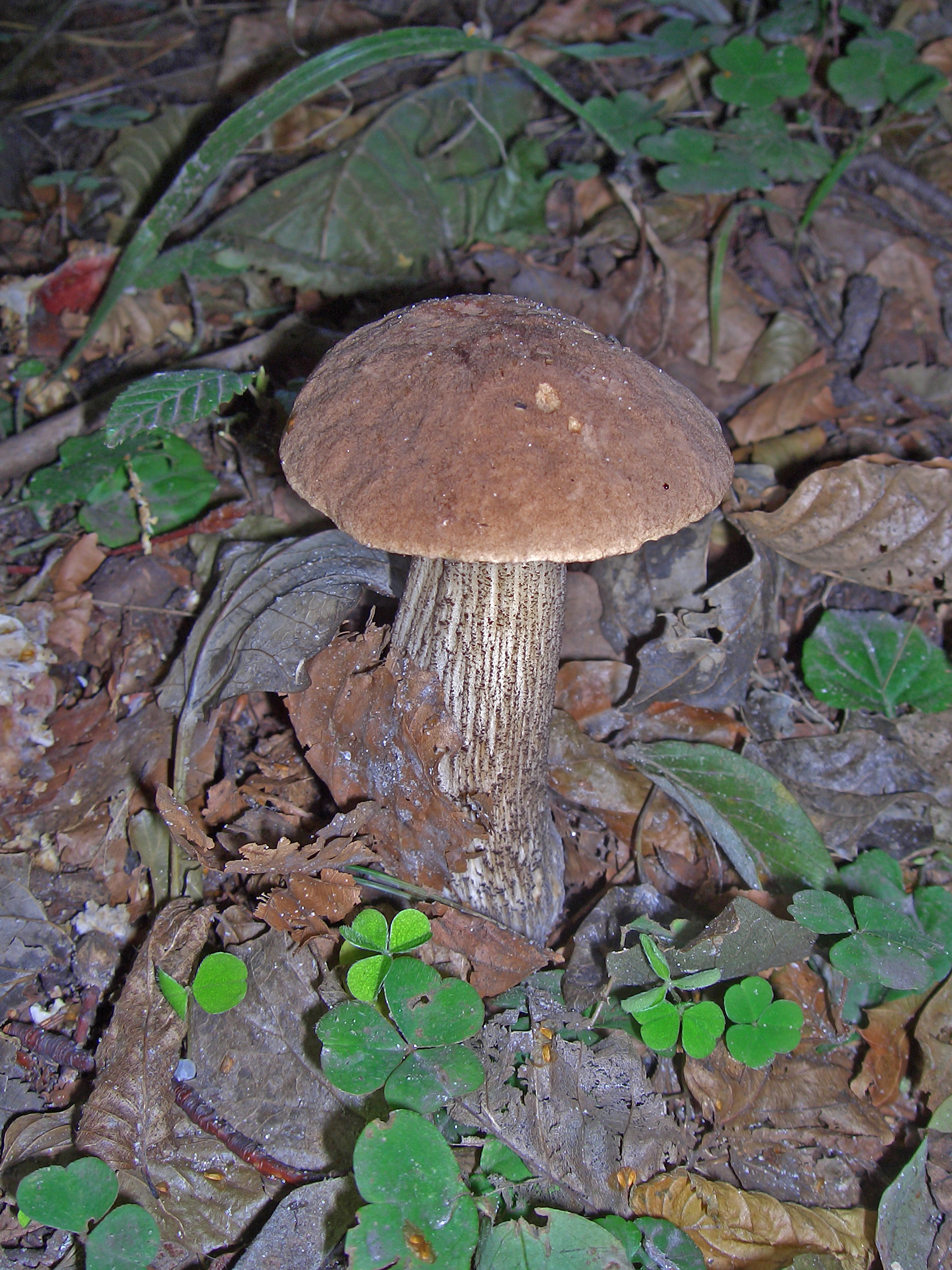
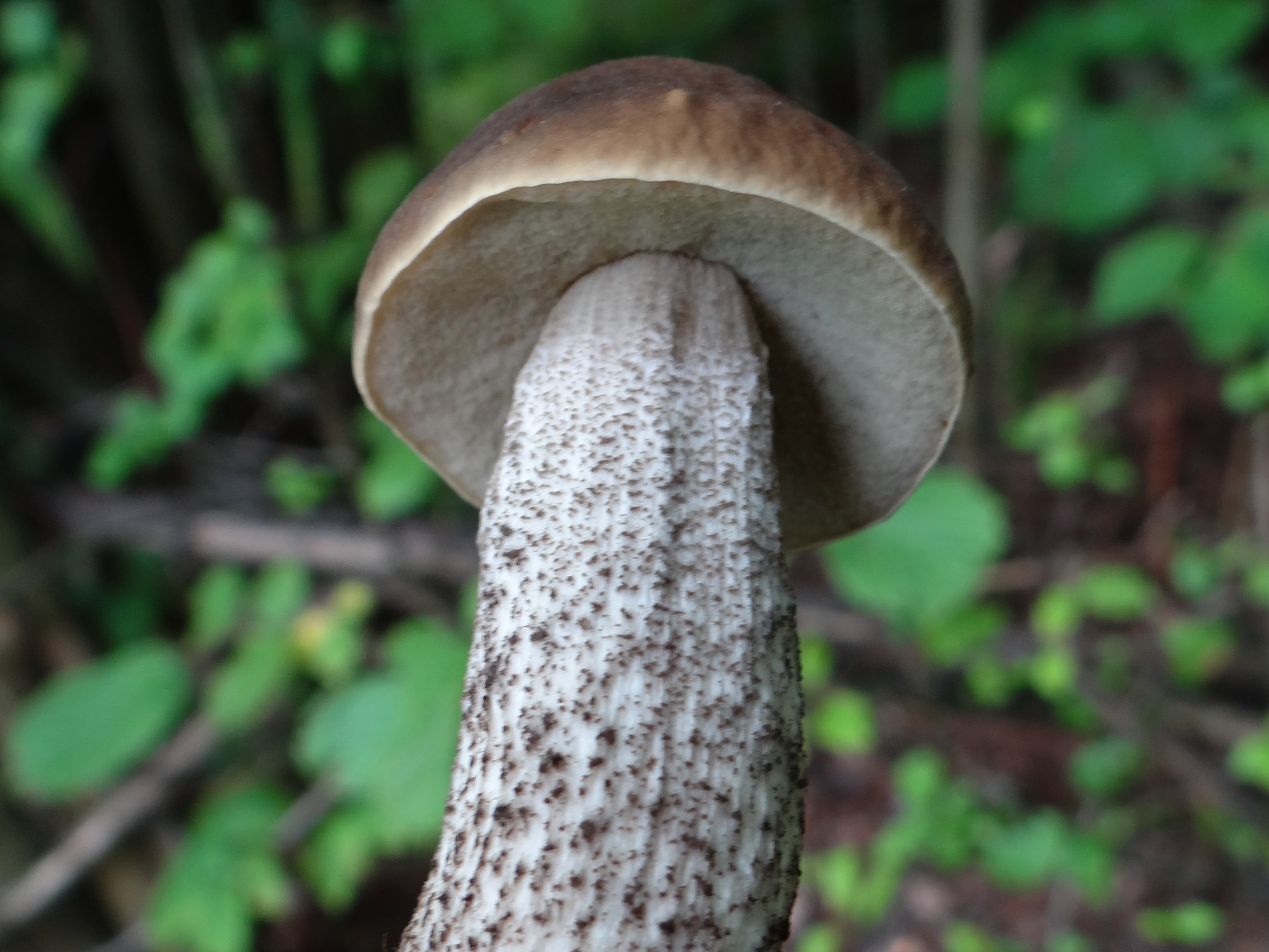
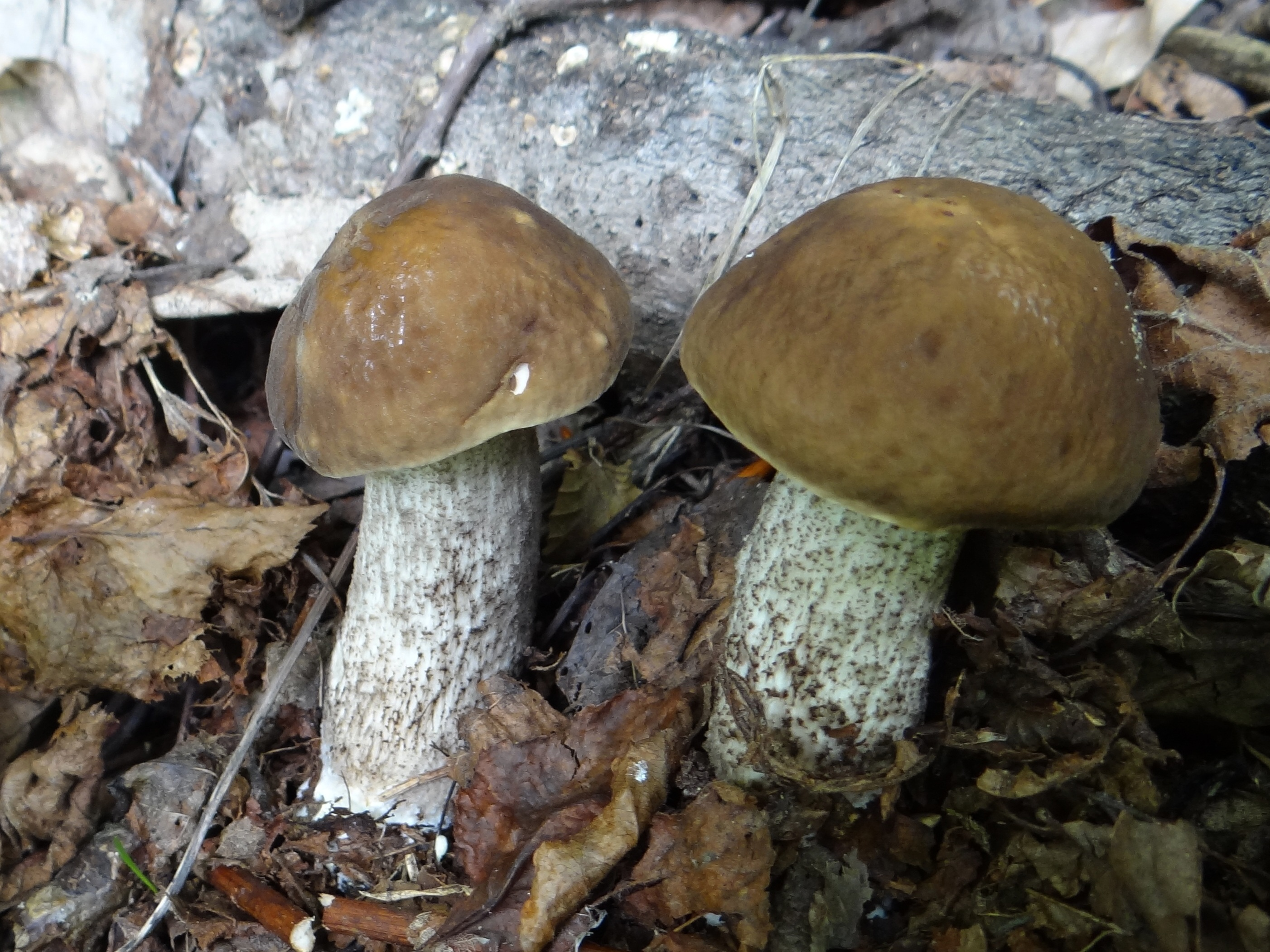
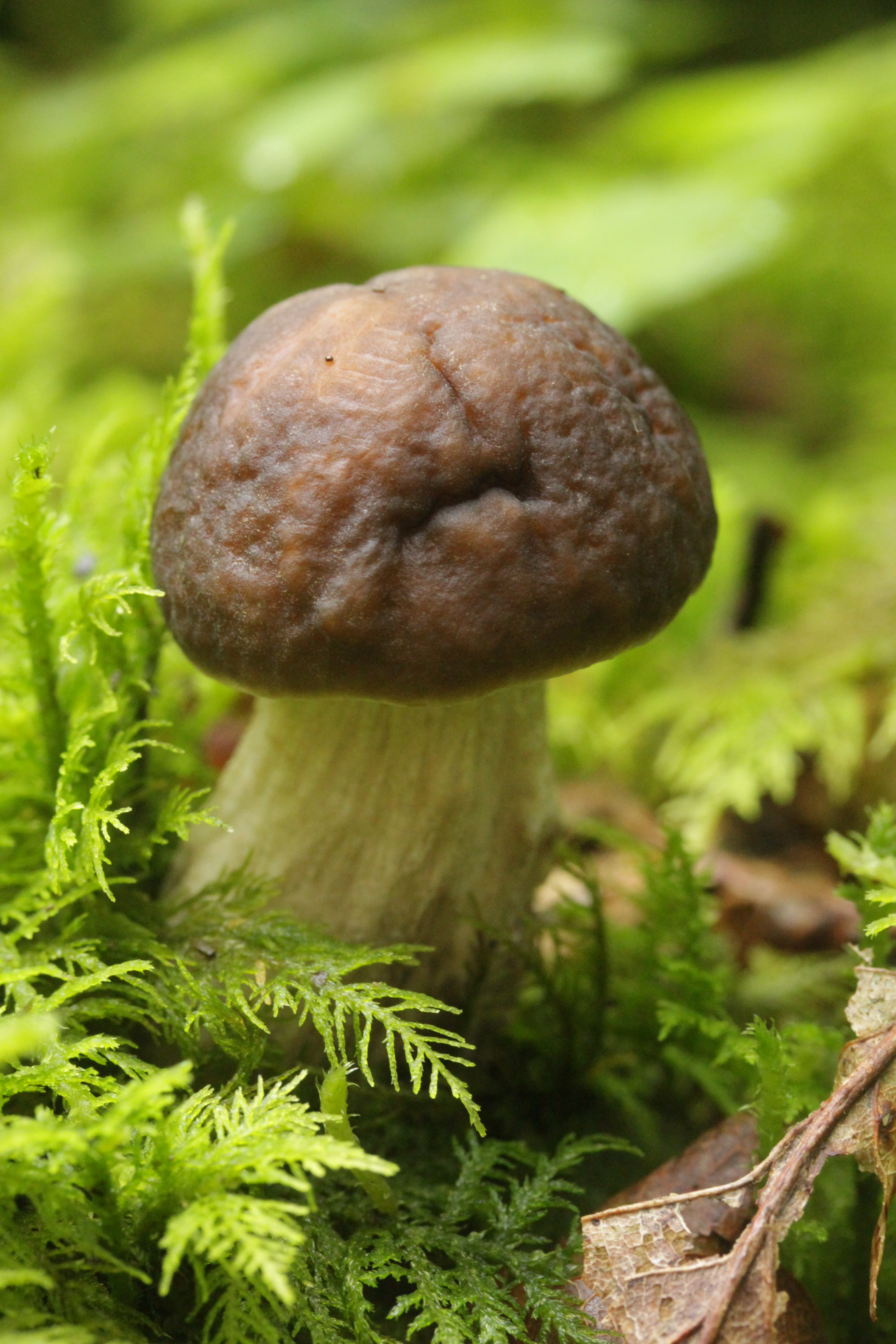
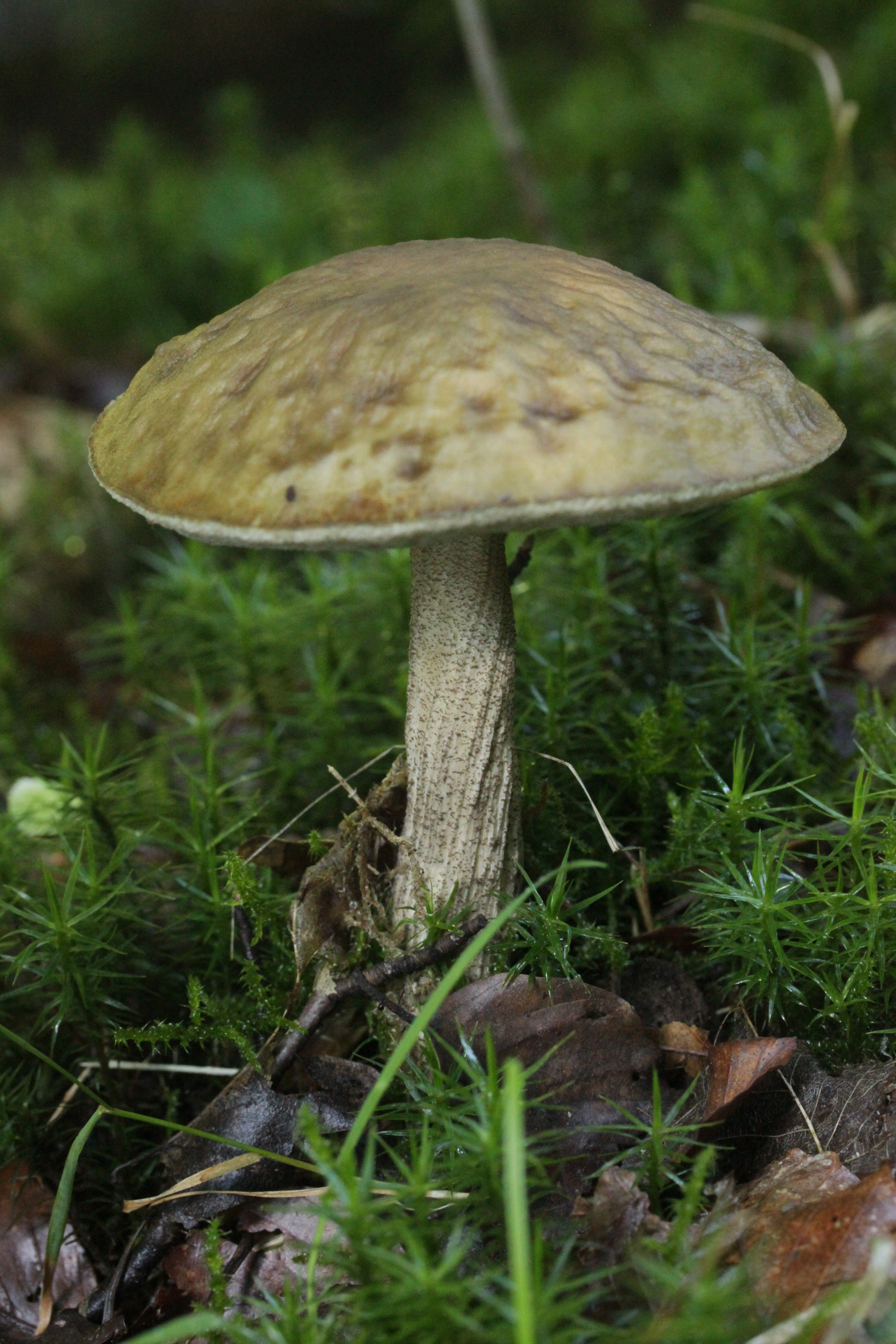
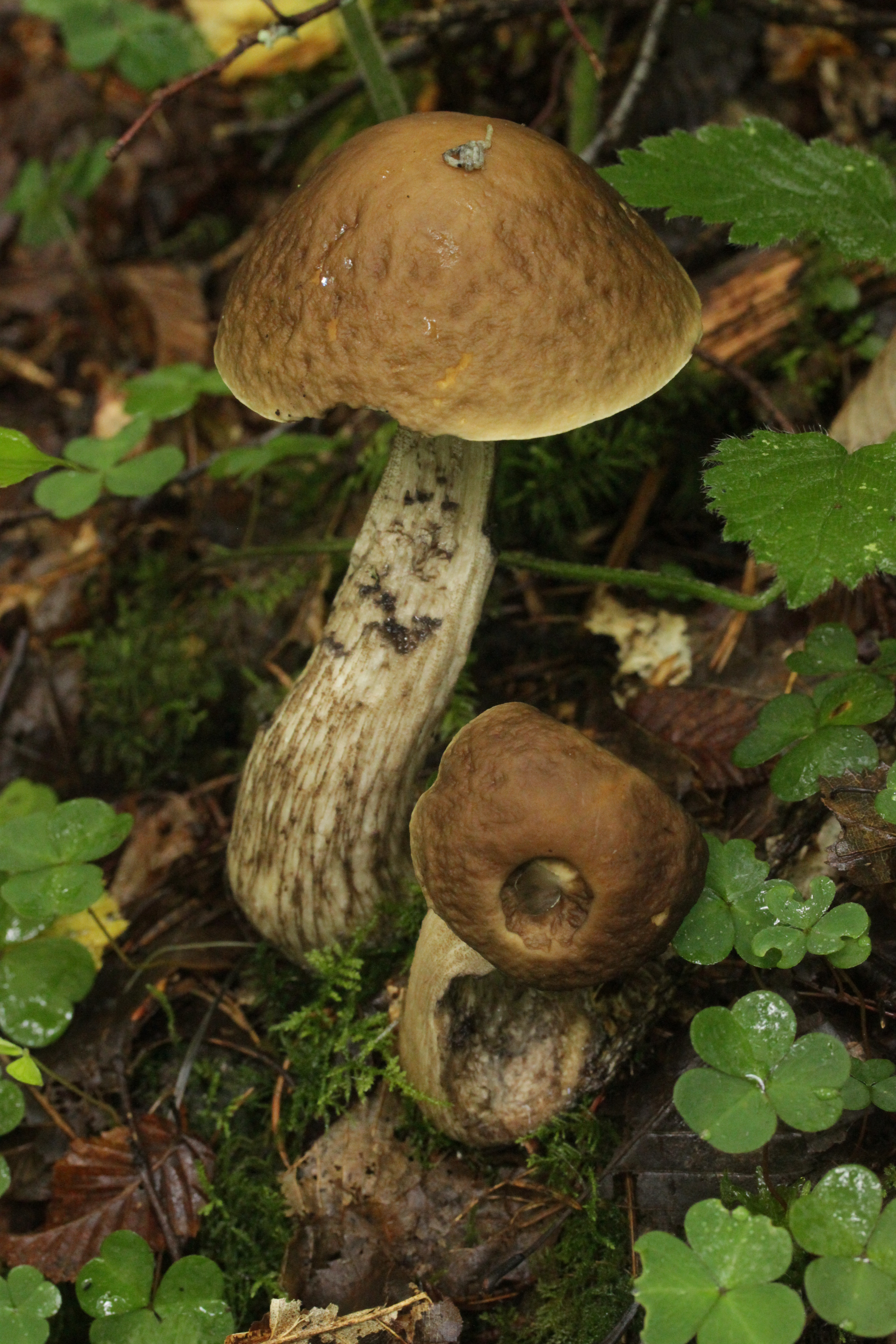
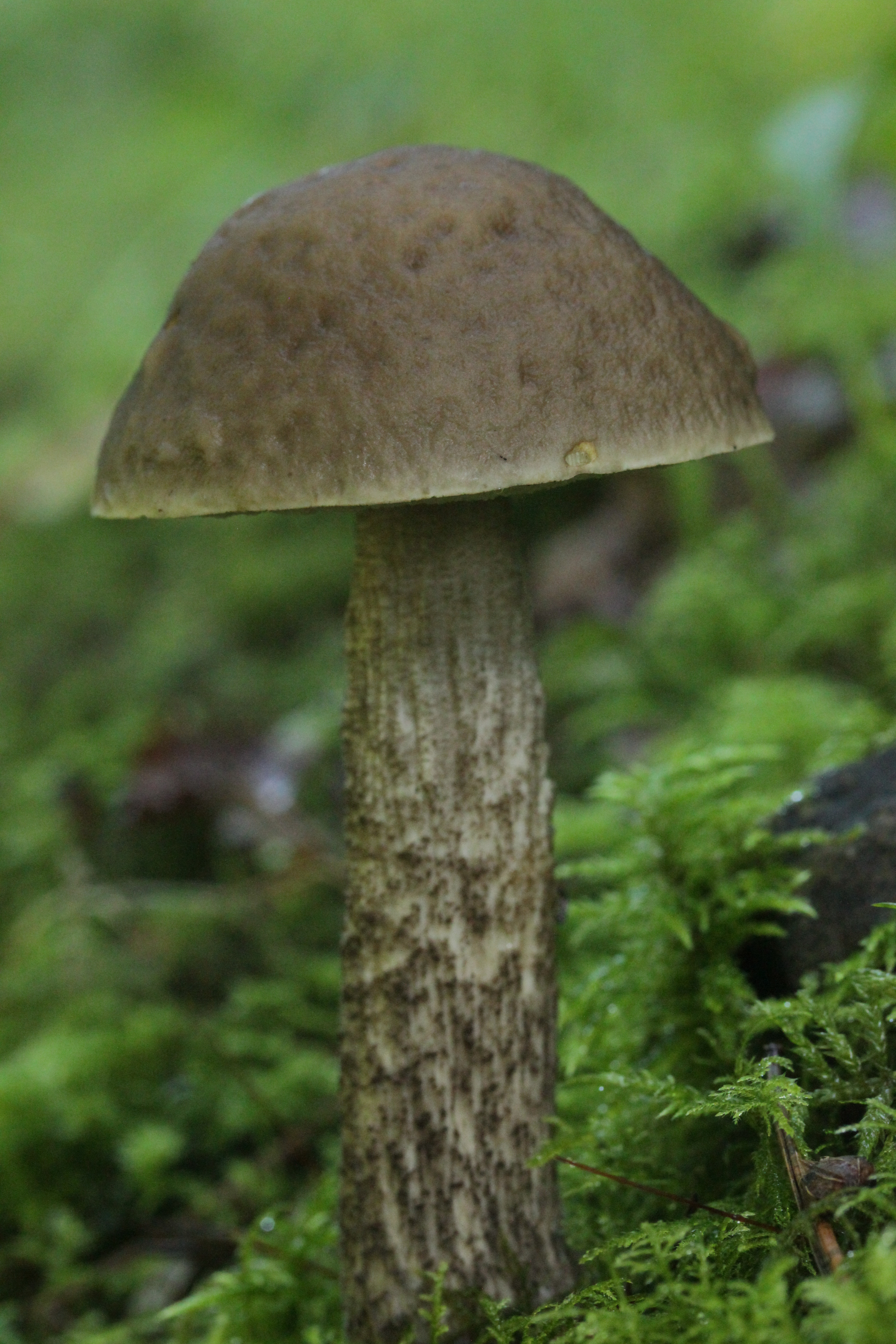
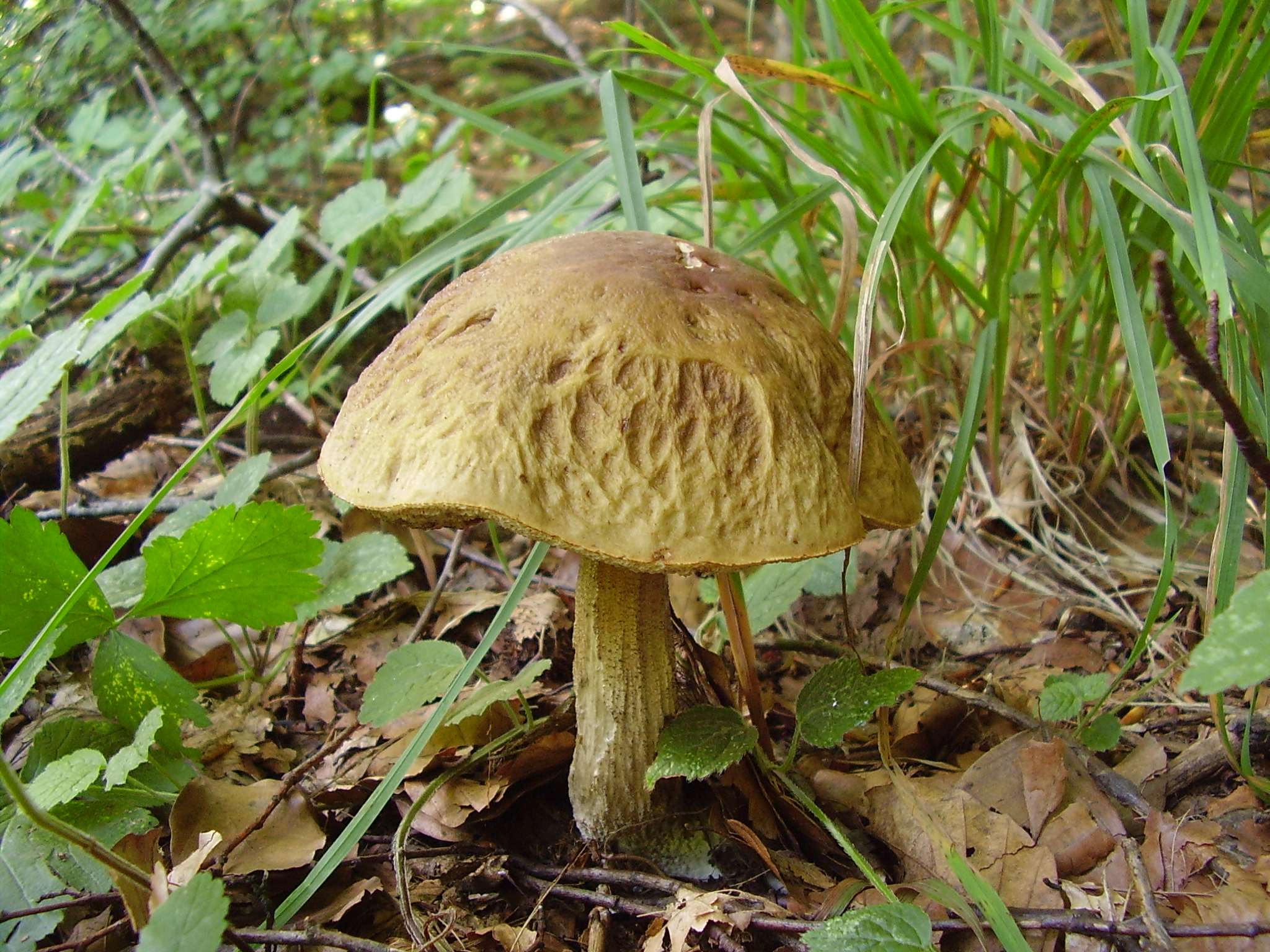
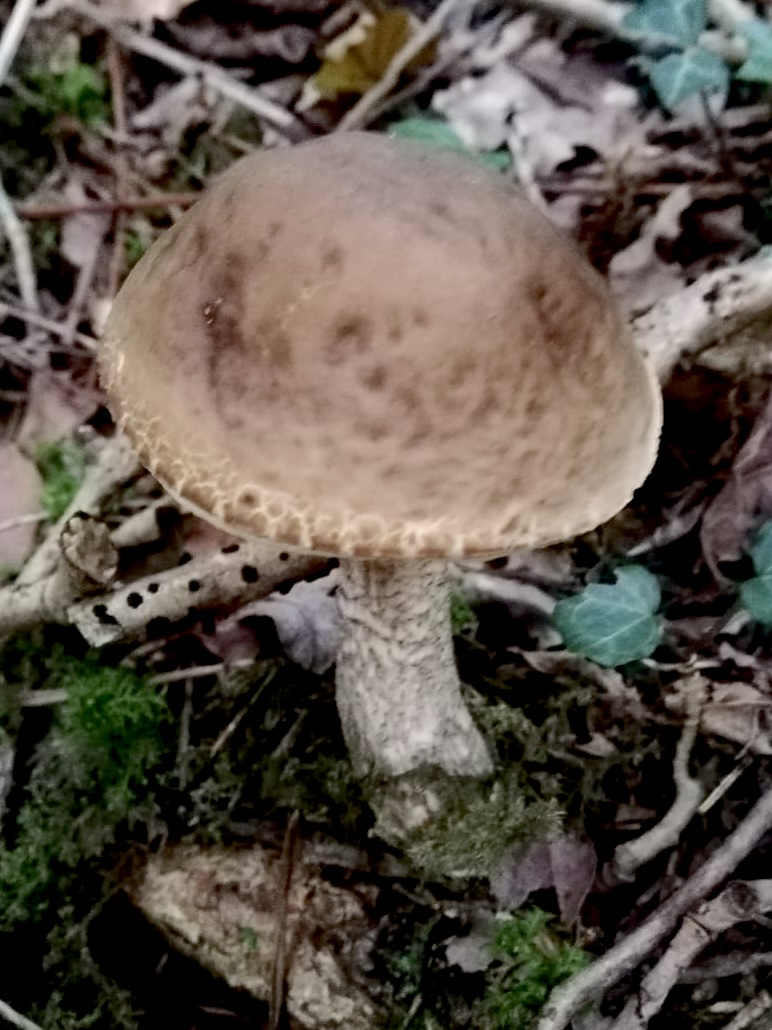
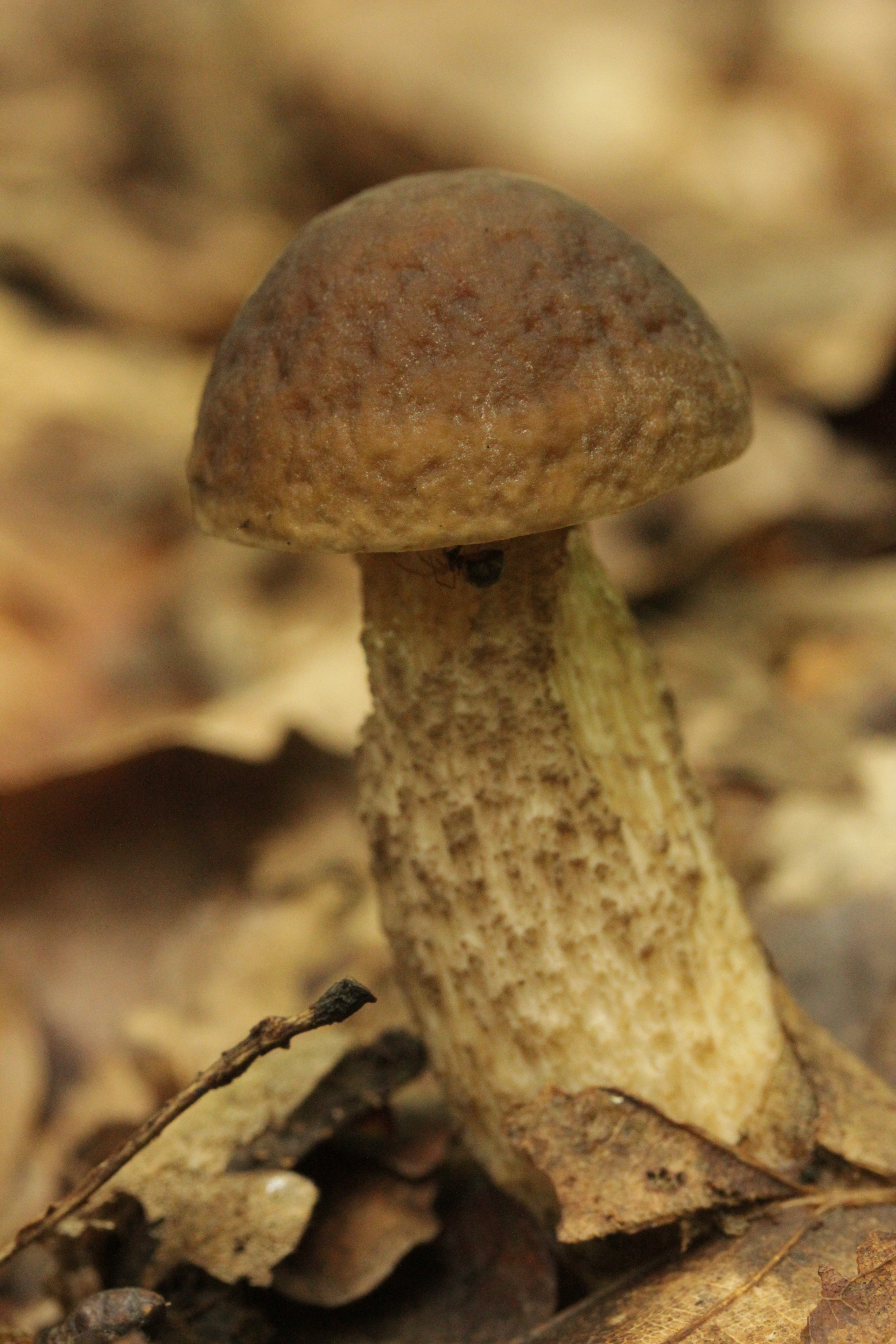
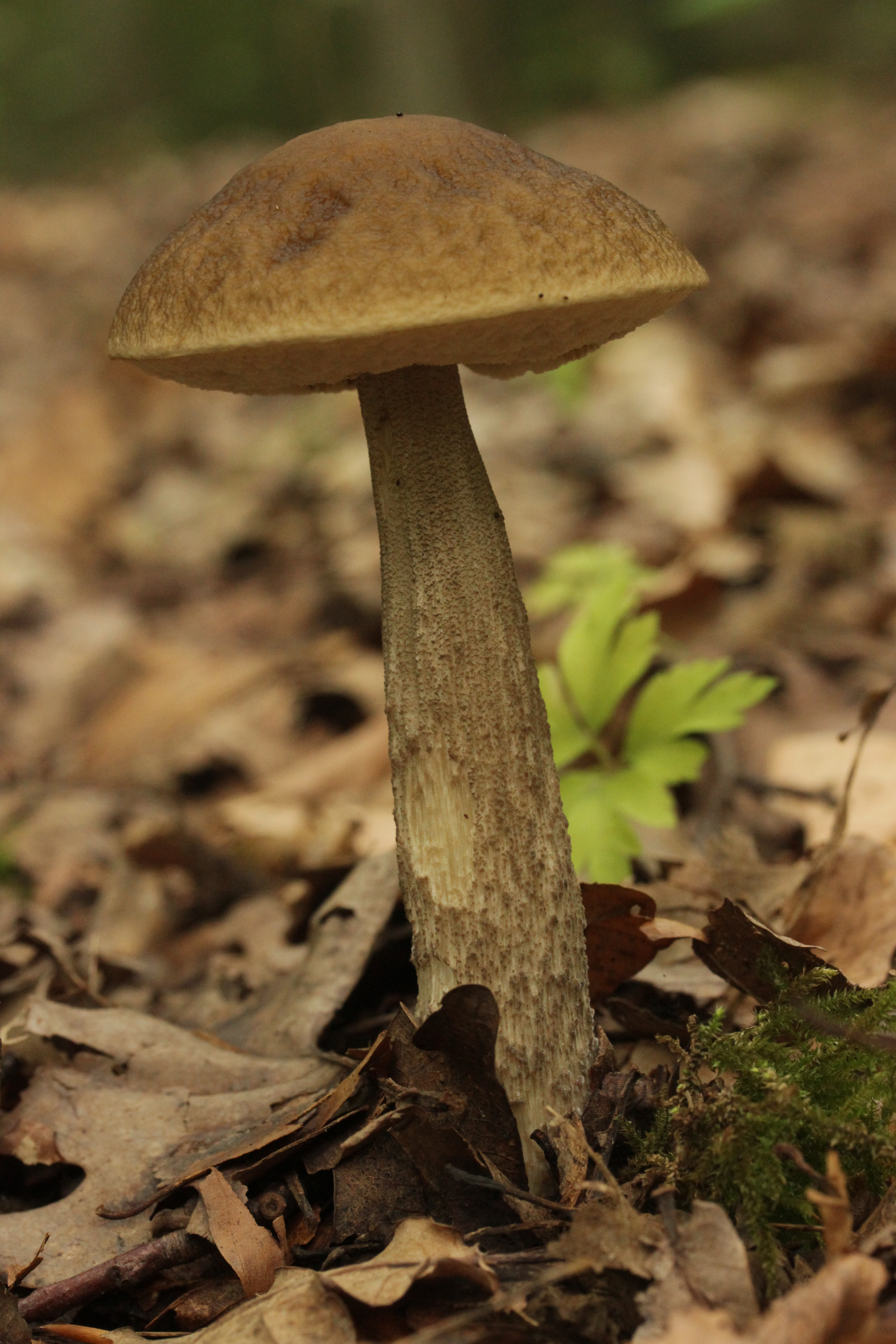
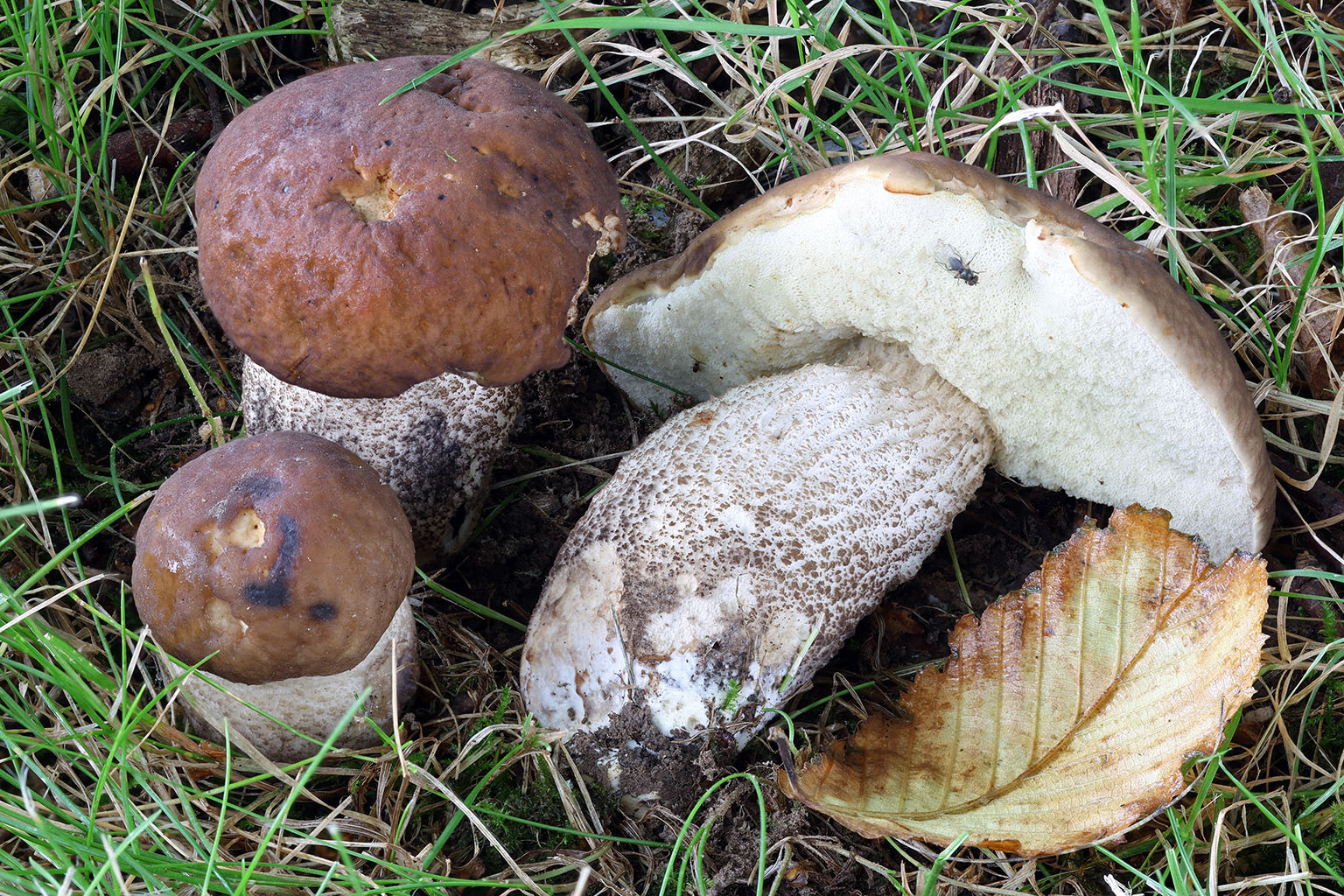

## Habitat et distribution
C'est un champignon ectomycorhizien, poussant surtout sous charmes (Carpinus), éventuellement noisetiers (Corylus), rare sous d'autres feuillus,,.

## Comestibilité
Comme toutes les espèces de Leccinum au sens large, le Bolet rude des charmes est un comestible moyen, au pied fibreux et indigeste souvent rejeté. Il est fréquemment recommandé de le cueillir jeune et de ne garder que le chapeau. Les Bolets rudes sont à l'origine de troubles gastro-intestinaux s'ils sont consommés crus ou mal cuits. C'est une espèce consommée occasionellement , parfois accidentellement en confusion avec le Bolet rude.

## Confusions possibles
- Le Bolet rude (Leccinum scabrum) lui ressemble, cependant celui-ci est associé au bouleau (Betula), ne possède pas de chapeau cabossé et ne noircit pas, ou peu, à la coupe. Comestible.